# Província de Manabí
Manabí és una de les 22 províncies de l'Equador. Està situada a la zona central de la costa i la seva capital és Portoviejo. Té una població d'1.031.900 habitants i una superfície de 18.440 km².
La ciutat de Manta és el segon port del país, després del de Guayaquil. El turisme, especialment el nacional, hi és important, gràcies a les nombroses platges. Cal destacar la ciutat de Montecristi, famosa per l'elaboració dels barrets de palla mal anomenats panamás, famosos mundialment, així com el Parc Nacional Machalilla que, a més de ser una importat reserva biosfèrica, conté destacables restes de la cultura precolombina Machalilla.
La província consta de 22 cantons (capital entre parèntesis):
- Bolívar (Calceta)
- Chone (Chone)
- El Carmen (El Carmen)
- Flavio Alfaro (Flavio Alfaro)
- Jama (Jama)
- Jaramijó (Jaramijó)
- Jipijapa (Jipijapa)
- Junín (Junín)
- Manta (Manta)
- Montecristi (Montecristi)
- Olmedo (Olmedo)
- Paján (Paján)
- Pedernales (Pedernales)
- Pichincha (Pichincha)
- Portoviejo (Portoviejo)
- Puerto López (Puerto López)
- Rocafuerte (Rocafuerte)
- Santa Ana (Santa Ana)
- San Vicente (San Vicente)
- Sucre (Bahía de Caráquez)
- Tosagua (Tosagua)
- Veinticuatro de Mayo (Sucre)